# Бажерін Павло Микитович
Павло́ Мики́тович Баже́рін (нар. 16 березня 1929, с. Кругле Поле Челнинського району, Татарстан — 26 січня 2014, м. Чернівці, Україна) — військовик, полковник Збройних сил України, почесний громадянин м. Чернівці, Почесний ветеран України.

## Біографія
Народився 16 березня 1929 року у с. Кругле Поле Челнинського району, Татарстан. Батько загинув на фронті, а мати померла від голоду у 1943 році.
Закінчив військову академію ім. М. Фрунзе. 33 роки служив у Радянській Армії, Збройних Силах України. Учасник Афганської війни (1979—1989). Як воїн-інтернаціоналіст нагороджений Грамотою Президії Верховної Ради СРСР.
Помер 26 січня 2014 року в Чернівцях.

### Громадська діяльність
9 грудня 1997 року був обраний головою Чернівецької міської Організації ветеранів України. Тричі був переобраний на цій посаді: 1999, 2003, 2007 рр. Тричі обирався депутатом Чернівецької міської ради, один раз депутатом Чернівецької обласної ради.

## Відзнаки
- Орден Червоної Зірки.
- Орден Червоної Зірки.
- Орден «За мужність» 3-го ступеня[3].
- Орден «За заслуги» 3-го ступеня.
- Медаль «На славу Чернівців».
- Медаль «Почесний ветеран України».
- Грамота Президії Верховної Ради СРСР.
- Подяка Прем'єр-міністра України.